# Рудаков, Вениамин Фёдорович
Вениамин Фёдорович Рудаков — советский хозяйственный, государственный и политический деятель.

## Биография
Родился в 1902 году в Юзовке. Член КПСС.
С 1929 года — на хозяйственной, общественной и политической работе. В 1929—1966 гг. — мастер, начальник смены прокатного цеха Мариупольского металлургического завода им. Ильича, инженер-металлург, организатор прокатного производства на Кузнецком металлургическом комбинате, заместитель главного инженера — начальник производственного отдела, главный инженер Магнитогорского металлургического комбината, заместитель председателя Южно-Уральского совнархоза.
За коренное усовершенствование технологии и управления производством на ММК имени И. В. Сталина был в составе коллектива удостоен Сталинской премии 2-й степени в области металлургии 1951 года.
Умер после 1966 года.